# Angel Karel
 (août 2025).
Motif : Admissibilité non démontrée : mais où sont les sources secondaires indépendantes qui analysent le sujet et son intérêt encyclopédique sur la durée ?
Rappel : les interviews - et de façon générale les sources non indépendantes du sujet - ne constituent pas des sources acceptables lorsqu'il s'agit de démontrer la notoriété d'un sujet, et donc son admissibilité.
- Archive Wikiwix
- Bing
- Cairn
- DuckDuckGo
- E. Universalis
- Gallica
- Google
- G. Books
- G. News
- G. Scholar
- Persée
- Qwant
- (zh) Baidu
- (ru) Yandex
- (wd) trouver des œuvres sur Wikidata

| 1. | Préciser le motif de la pose du bandeau. | Précisez le motif de la pose du bandeau en utilisant la syntaxe suivante : {{admissibilité à vérifier\|date=août 2025\|motif=remplacez ce texte par le motif}}                   |
| 2. | Informer les utilisateurs concernés.     | Pensez à avertir le créateur de l'article, par exemple, en insérant le code ci-dessous sur sa page de discussion : {{subst:avertissement admissibilité à vérifier\|Angel Karel}} |

Pour les articles homonymes, voir Karel.
Angel Karel [ɑ̃ʒɛl kaʁɛl], est une DJ et productrice de musique techno originaire de Lyon, en France. Depuis 2017, elle est notamment connue pour la création du collectif « The Future Is Female », qui est le premier collectif techno français queer proposant des programmations exclusivement féminines,.
Karel a partagée la scène avec des artistes tels que Radio Slave, Ctrls, Matador, Maayan Nidam, Dennis Ferrer, Stojche, Moerbeck, Jeff Mills, Nina Kraviz, Jerome Sydenham, Kerri Chandler, et d'autres encore. En 2013, elle a rejoint Krome Records, un label fondé par Klément Bonelli, un pionnier de la house à Lyon.

## [No Gender]
Les soirées [No Gender] sont le premier concept développé par le collectif TFIF Events, émergeant de l'inspiration d'Angel Karel, qui en est la fondatrice et directrice artistique. Ces événements visent à créer un espace où les distinctions de genre s'effacent, dans un contexte artistique où les individus s'expriment librement à travers des esthétiques non conventionnelles,.

## Discographie

### Albums studio
- 2023 : Pain For Pleasure

### Singles
- 2023 : Fetish Nation
- 2023 : Sans Contrefaçon, Karel est un garçon (No Gender 2022)
- 2023 : I Am What I Am (NH Paradise)
- 2023 : Requiem For Lacrimosa
- 2024 : Unleash Demons

### EP
- 2013 : Pastillas
- 2015 : Zenker
- 2022 : Menstrual Tramps
- 2022 : Aphrodisia
- 2022 : Lux Gloria